# NGC 1560
NGC 1560 é uma galáxia espiral (Scd) localizada na direcção da constelação de Camelopardalis. Possui uma declinação de +71° 52' 46" e uma ascensão recta de 4 horas, 32 minutos e 47,5 segundos.
A galáxia NGC 1560 foi descoberta em 1 de Agosto de 1883 por Ernst Wilhelm Leberecht Tempel.